# Ramal ferroviario Vagués-Luján
El Ramal Luján - Vagués pertenece al Ferrocarril General Bartolomé Mitre, Argentina.

## Ubicación
Se halla en la provincia de Buenos Aires en los partidos de Luján, San Andrés de Giles y San Antonio de Areco.

## Características
Es un ramal secundario de la red del Ferrocarril General Bartolomé Mitre con una extensión de 45 km entre la ciudad de Luján y la pequeña localidad de Vagués.

## Servicios
No presta servicios de pasajeros ni de carga entre sus cabeceras. Las vías se encuentran mayormente en estado de abandono.
La estación Luján se encuentra activa para servicios de pasajeros locales que presta la empresa estatal Trenes Argentinos Operaciones, en vías del Ferrocarril Sarmiento.
Por la estación Vagués tendrían que correr trenes de carga de la empresa Nuevo Central Argentino hacia y desde Estación Retiro y Pergamino pero simplemente la concesionaria no utiliza estas vías, encontrándose en estado de abandono.

## Historia
Las obras para la construcción del ramal comenzaron en 1875, por el entonces Ferrocarril del Oeste. Unía Luján con Pergamino, fue vendido en junio de 1890 al Ferrocarril Central Argentino. Durante las estatizaciones ferroviarias de 1948, pasa a formar parte del Ferrocarril General Bartolomé Mitre.

## Imágenes

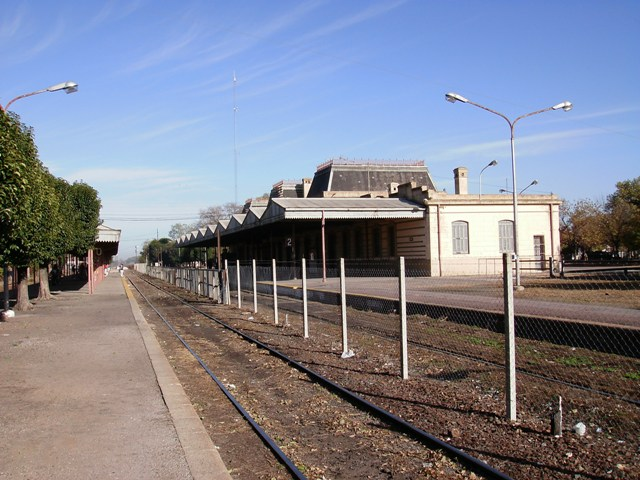
Estación Luján
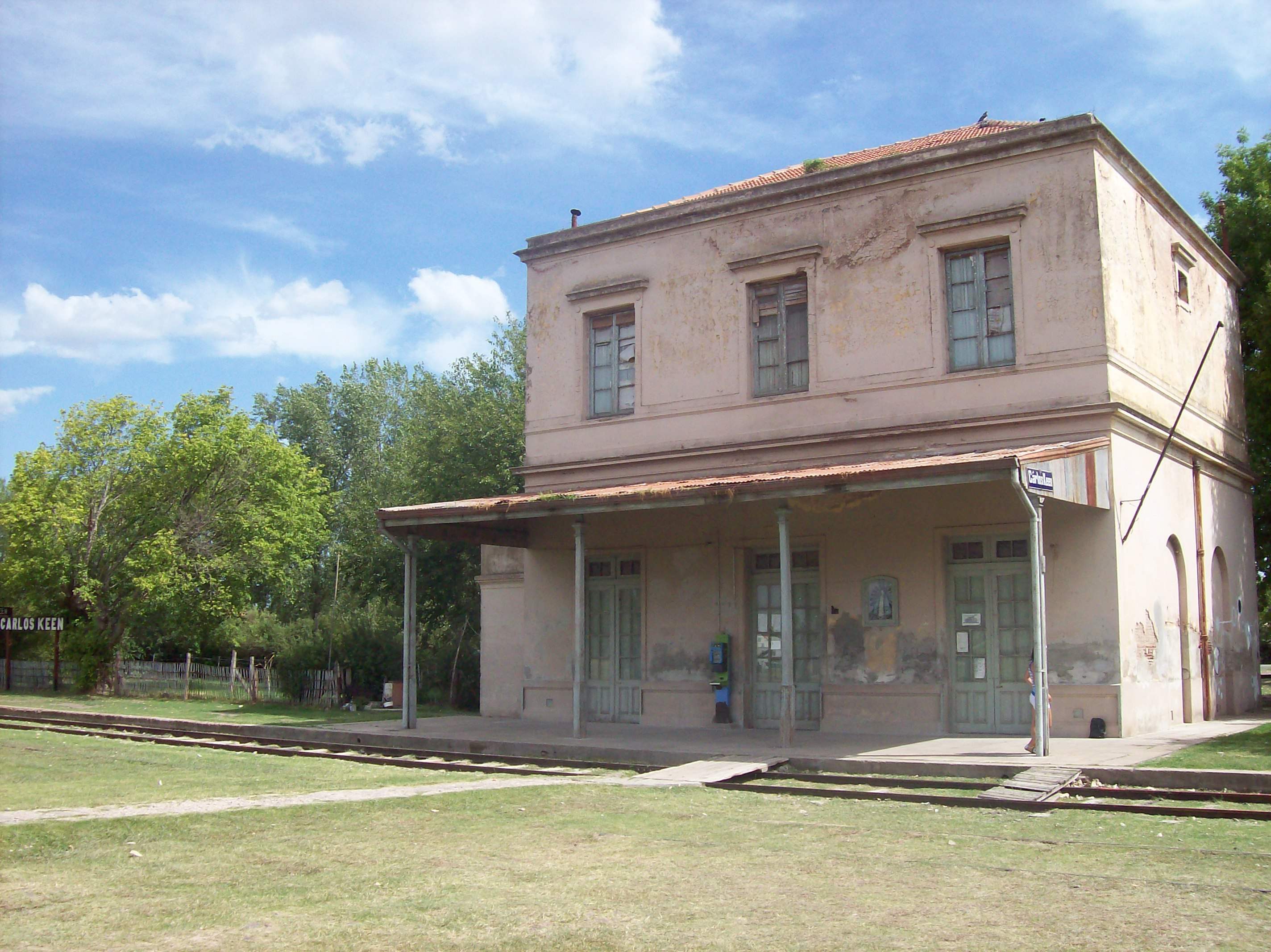
Estación Carlos Keen
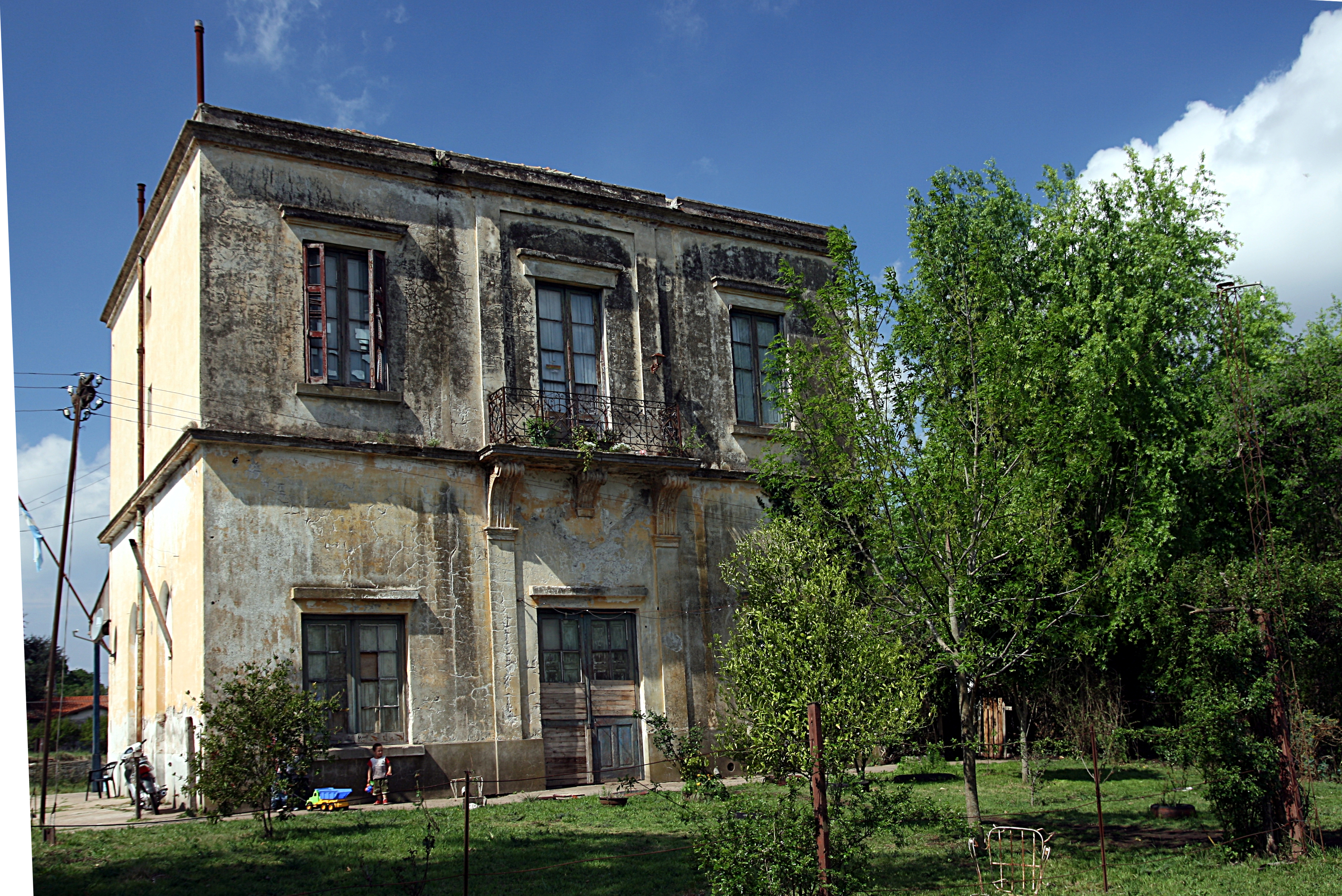
Estación Azcuénaga